# Frans van der Lugt
Pour les articles homonymes, voir Lugt.
Compléments
Van der Lugt est le fondateur du centre pour les handicapés mentaux de Qousseir (Syrie)
Frans van der Lugt, né le 10 avril 1938 à La Haye (Pays-Bas) et mort assassiné le 7 avril 2014 à Homs (Syrie), est un prêtre jésuite néerlandais, missionnaire en Syrie. La cause pour sa béatification est ouverte en 2019.

## Biographie

### Jeunesse et formation
Issu d'une famille nombreuse de 7 enfants, il perd ses grands-parents maternels lors du bombardement de La Haye du 3 mars 1945.
D'abord élève au collège Saint-Ignace (en) (Sint-Ignatiuscollege) d'Amsterdam, il entre en 1959 au noviciat des jésuites de Mariëndaal, à Velp (Brabant-Septentrional). De 1961 à 1964, il étudie la philosophie au philosophat des jésuites Berchmanianum à Nimègue.
Il part ensuite au Proche-Orient. D'abord au Liban, où il étudie l'arabe et le dialecte libanais à Beyrouth. À partir de 1966 il se trouve en Syrie où il passe son régendat dans diverses communautés éducatives jésuites, notamment celle de Homs.
De 1968 à 1972 il fait ses études de théologie au théologat de Fourvière, près de Lyon, où il est également ordonné prêtre en 1971. En 1972 il commence des études de psychologie à l'Université Lumière-Lyon-II et soutient, en 1976, sa thèse: L'image du prêtre marié et du prêtre célibataire dans la communauté maronite libano-syrienne,.

### Mission
De retour en Syrie, il réside à Alep de 1976 à 1987. Durant ces années 1980, il utilise ses compétences de psychothérapeute pour ouvrir le centre Al Ard à Qousseir (Kseer, Al-Qusayr) près de  Homs afin d'accueillir des handicapés mentaux et contribuer au dialogue interreligieux. De 1987 à 1993 il est en poste à Damas, avant d'être transféré à Homs.
En 2011, au début des conflits syriens, il doit quitter Al Ard, mais choisit de rester dans Bustan al-Diwan, le quartier chrétien de Homs et ouvre le centre aux victimes de la guerre.
En janvier 2014, il lance un appel dans une vidéo mise en ligne sur YouTube, où il décrit la difficile situation à Homs pendant le siège. En février, dans une rare entrevue donnée à la presse, il affirme : « le peuple syrien m'a tant donné, tant de gentillesse, tant d'inspiration, et tout ce que je possède. Maintenant qu'il souffre, je dois partager sa peine et ses difficultés. [...] Je suis le seul prêtre et le seul étranger à être resté. Mais je ne me sens pas comme un étranger, mais comme un arabe parmi les arabes» ».

### Assassinat
Le 7 avril 2014, il est enlevé et tué par des hommes armés, dans le jardin de sa résidence de Homs,. Selon Talal al-Barazi, dirigeant du gouvernorat de Homs, son assassinat a été commis par des membres du Front al-Nosra. Le lendemain il est enterré au monastère de Bustan al-Diwan,.

## Décoration
- Chevalier de l'ordre d'Orange-Nassau (1992)[13].

## Hommages
- Prix Bonhoeffer (à titre posthume), le 8 avril 2016[14].
- Une école et centre social pour les réfugiés syriens à Bourj Hammoud, Beyrouth, Liban, ouvert le 20 juin 2014 par le Service jésuite des réfugiés fut baptisée Centre Frans van der Lugt[15].
- Le procès en vue de sa béatification est ouvert le 6 avril 2019 , cinquième anniversaire de son assassinat, à Homs[16].